# 布爾奇科特區

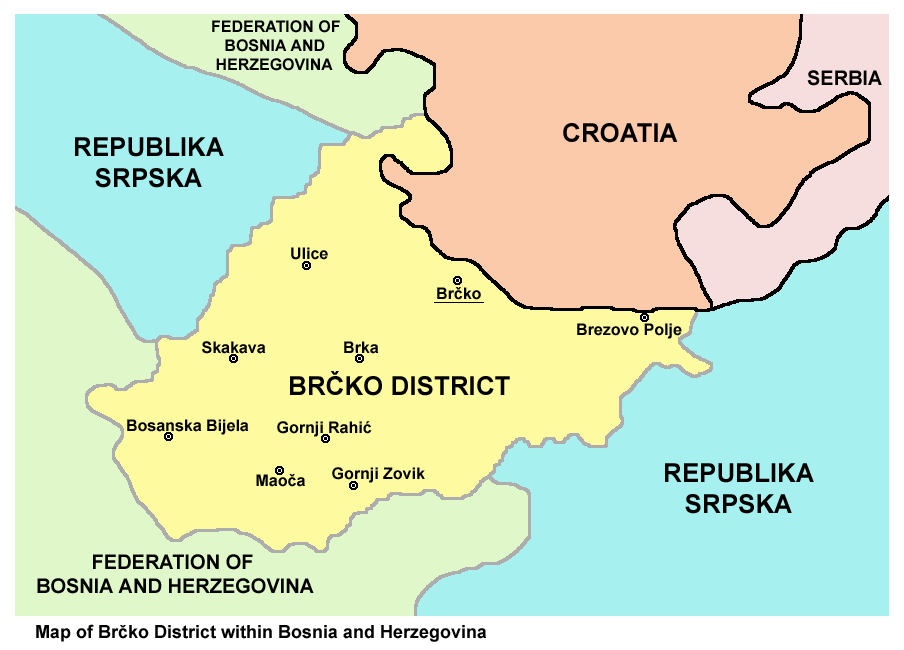
布尔奇科特区（黃色區域）

布尔奇科特区形成之前的實體間边界線（綠色區域為波士尼亞與赫塞哥維納聯邦，藍色區域為塞族共和國）

布爾奇科特區，是波斯尼亚和黑塞哥维那东北部的一個自治行政单位。法律上是波斯尼亚和黑塞哥维那联邦和塞族共和國的共管区域，設立於1999年，于2000年3月8日起正式运作。共管的起因是布尔奇科及其周边区域的民族多样性及其在新近独立国家波黑内的特殊地位。实际上它是以一个自治地方政府的形式来运作的，如同波黑的其他市镇一样。
布爾奇科特區的面積为493平方公里，2013年人口数量为83,516人。行政中心为布尔奇科。

## 历史
布尔奇科特区是在国际社会驻波黑高级代表进行仲裁程序后建立的。然而，根据《岱顿协定》，该进程只能对实体间边界线（IEBL）的争议部分进行仲裁。布尔奇科区由前布尔奇科市的整个领土组成，其中48%（包括布尔奇科城）位于新成立的塞族共和国，52%位于旧的波斯尼亚和黑塞哥维那联邦。
布尔奇科是当时《岱顿协定》中唯一尚未最终确定的内容。仲裁协议后来于1999年3月最终确定，由此产生了一个由美国布尔奇科国际监督员管理的“地区”。自2006年以来，首席副高级代表接管了布尔奇科监督员的职责。
20世纪90年代，亚利桑那市场在执行部队（IFOR）南北“亚利桑那”公路和东西波萨维纳走廊公路的交汇处创建，与今天的地区接壤，并取得了商业上的成功。
第一位布尔奇科国际监督员于1997年4月抵达。在此之前，欧洲安全与合作组织（欧安组织）有一个由兰道夫·汉普顿领导的小型办公室。在布尔奇科区可以在仲裁协议后派代表之前的过渡期间，举行了地方选举，并在美国国际开发署（美援署）和欧洲人道主义援助办事处的合作下提供人道主义救济。该地区以外国政府，特别是美国政府管理的不同州建设项目的中心而闻名。
2006年，根据《监督令》，废除了所有“布尔奇科区实体立法和IEBL”。布尔奇科监督员苏珊·约翰逊的裁决废除了该地区的所有实体法以及实体边界线。该裁决使区法律和波斯尼亚和黑塞哥维那国家法律（包括波斯尼亚和黑塞哥维那社会主义共和国法律）在区内具有最高地位。
2012年5月23日，和平执行委员会举行会议，决定暂停而非终止布尔奇科国际监督员的任务。布尔奇科仲裁法庭和被暂停的布尔奇科监督机构继续存在。

## 人口
布尔奇科特区占波黑全国面积的1%，在全国人口总数中占2.37%。
| 民族       | 1961年普查 | 1961年普查 | 1971年普查 | 1971年普查 | 1981年普查 | 1981年普查 | 1991年普查 | 1991年普查 | 2013年普查 | 2013年普查 |
| 民族       | 人数       | %          | 人数       | %          | 人数       | %          | 人数       | %          | 人数       | %          |
| ---------- | ---------- | ---------- | ---------- | ---------- | ---------- | ---------- | ---------- | ---------- | ---------- | ---------- |
| 波族       | 16,484     | 26.19%     | 30,181     | 40.36%     | 32,434     | 39.19%     | 38,617     | 44.07%     | 35,381     | 42.36%     |
| 塞族       | 17,897     | 28.43%     | 17,709     | 23.68%     | 16,707     | 20.19%     | 18,128     | 20.69%     | 28,884     | 34.58%     |
| 克族       | 21,994     | 34.94%     | 24,925     | 33.34%     | 23,975     | 28.97%     | 22,252     | 25.39%     | 17,252     | 20.66%     |
| 南斯拉夫人 | 5,904      | 9.38%      | 1,086      | 1.45%      | 8,342      | 10.08%     | 5,731      | 6.54%      |            |            |
| 其他       | 673        | 1.07%      | 870        | 1.16%      | 1,310      | 1.58%      | 2,899      | 3.31%      | 1,999      | 2.39%      |
| 总计       | 62,952     | 62,952     | 74,771     | 74,771     | 82,768     | 82,768     | 87,627     | 87,627     | 83,516     | 83,516     |

## 名人
- 埃多·马伊卡（原名埃丁·奥斯米奇）──说唱歌手
- 雷帕·布雷纳（原名法赫雷塔·雅希奇）──流行民谣歌手
- 埃德温·康卡·楚迪奇──人权活动家
- 姆拉登·佩特里奇──克罗地亚国际足球运动员，曾效力于汉堡队
- 维斯纳·皮萨罗维奇──流行歌手
- NiKo──反恐精英：全球攻势游戏玩家
- 埃塞德·卡德里奇──布尔奇科市长